# فرودگاه تلرگما
فرودگاه تلرگما (به انگلیسی: Telergma Airport) یک فرودگاه همگانی و نظامی است. این فرودگاه در کشور الجزایر قرار دارد.